# Kvalifikace na Mistrovství Evropy ve fotbale hráčů do 21 let 2013 – skupina 2
Skupiny 2 kvalifikace na Mistrovství Evropy ve fotbale hráčů do 21 let 2013 se účastnilo 6 týmů. Vítěz skupiny a druhý tým (za předpokladu, že se umístil mezi čtveřicí nejlepší týmů na druhých místech) postoupili do baráže.

## Tabulka
| Tým       | Z  | V | R | P | GV | GI | +/- | B  |
| --------- | -- | - | - | - | -- | -- | --- | -- |
| Švédsko   | 10 | 7 | 1 | 2 | 18 | 10 | +8  | 22 |
| Slovinsko | 10 | 6 | 2 | 2 | 15 | 8  | +7  | 20 |
| Ukrajina  | 10 | 5 | 2 | 3 | 21 | 10 | +11 | 17 |
| Finsko    | 10 | 3 | 3 | 4 | 12 | 14 | -2  | 12 |
| Litva     | 10 | 3 | 0 | 7 | 9  | 18 | -9  | 9  |
| Malta     | 10 | 1 | 2 | 7 | 8  | 23 | -15 | 5  |

## Výsledky a rozlosování
| 3. června 2011 17:00 |        |           |                                                      |
| Litva                | 0 – 1  | Slovinsko | Savivaldybė Stadium, Šiauliai rozhodčí: Roman Hrubeš |
|                      | Report | Kampl 88' | Savivaldybė Stadium, Šiauliai rozhodčí: Roman Hrubeš |

| 3. června 2011 18:00 |        |       |                                                        |
| Finsko               | 0 – 0  | Malta | Tehtaan kenttä, Valkeakoski rozhodčí: Sergej Tsinkevič |
|                      | Report |       | Tehtaan kenttä, Valkeakoski rozhodčí: Sergej Tsinkevič |

| 7. června 2011 17:00 |        |                                |                                                       |
| Litva                | 1 – 2  | Malta                          | Savivaldybė Stadium, Šiauliai rozhodčí: Petur Reinert |
| Miškinis 42'         | Report | Vella 58' (pen.) R. Muscat 60' | Savivaldybė Stadium, Šiauliai rozhodčí: Petur Reinert |

| 10. srpna 2011 18:00   |        |           |                                          |
| Finsko                 | 1 – 0  | Slovinsko | Porin Stadion, Pori rozhodčí: Eli Hacmon |
| Dalla Valle 10' (pen.) | Report |           | Porin Stadion, Pori rozhodčí: Eli Hacmon |

| 1. září 2011 18:00 |        |           |                                                        |
| Litva              | 0 – 1  | Švédsko   | Sūduva Stadium, Marijampolė rozhodčí: Nikolaj Jordanov |
|                    | Report | Çelik 89' | Sūduva Stadium, Marijampolė rozhodčí: Nikolaj Jordanov |

| 1. září 2011 19:00 |        |                                               |                                                 |
| Malta              | 1 – 4  | Slovinsko                                     | Hibernians Ground, Paola rozhodčí: Artyom Kučin |
| Z. Muscat 79'      | Report | Berič 32' Rep 45+2' Lazarević 57' Jelenič 87' | Hibernians Ground, Paola rozhodčí: Artyom Kučin |

| 5. září 2011 19:00                                  |        |       |                                                |
| Švédsko                                             | 4 – 0  | Litva | Guldfågeln Arena, Kalmar rozhodčí: Ján Valášek |
| Guidetti 22' (pen.) Jönsson 57', 86' Armenteros 82' | Report |       | Guldfågeln Arena, Kalmar rozhodčí: Ján Valášek |

| 6. září 2011 16:00 |        |                           |                                               |
| Malta              | 1 – 2  | Finsko                    | Hibernians Ground, Paola rozhodčí: Neil Doyle |
| Vella 80'          | Report | Dalla Valle 10' Riski 44' | Hibernians Ground, Paola rozhodčí: Neil Doyle |

| 6. září 2011 16:30        |        |          |                                                |
| Slovinsko                 | 2 – 0  | Ukrajina | Ptuj City Stadium, Ptuj rozhodčí: Sandor Szabo |
| Lazarević 56' Jelenič 67' | Report |          | Ptuj City Stadium, Ptuj rozhodčí: Sandor Szabo |

| 6. října 2011 19:20 |        |           |                                                  |
| Švédsko             | 1 – 1  | Slovinsko | Vångavallen, Trelleborg rozhodčí: Harald Lechner |
| Milošević 16'       | Report | Berič 81' | Vångavallen, Trelleborg rozhodčí: Harald Lechner |

| 7. října 2011 18:00       |        |                |                                                |
| Malta                     | 2 – 2  | Ukrajina       | Gozo Stadium, Gozo rozhodčí: Stavros Tritsonis |
| Vella 11' R. Muscat 90+4' | Report | Bezus 10', 13' | Gozo Stadium, Gozo rozhodčí: Stavros Tritsonis |

| 10. října 2011 18:00 |        |           |                                                     |
| Finsko               | 0 – 1  | Švédsko   | Tehtaan kenttä, Valkeakoski rozhodčí: Mihaly Fabian |
|                      | Report | Hamad 37' | Tehtaan kenttä, Valkeakoski rozhodčí: Mihaly Fabian |

| 11. října 2011 15:00 |        |                      |                                             |
| Malta                | 0 – 2  | Litva                | Gozo Stadium, Gozo rozhodčí: Vlado Glođović |
|                      | Report | Dapkus 26' Žulpa 59' | Gozo Stadium, Gozo rozhodčí: Vlado Glođović |

| 11. listopadu 2011 18:00 |        |       |                                                               |
| Slovinsko                | 2 – 0  | Litva | Nova Gorica Sports Park, Nova Gorica rozhodčí: Lasha Silagava |
| Berič 23' Lazarević 37'  | Report |       | Nova Gorica Sports Park, Nova Gorica rozhodčí: Lasha Silagava |

| 11. listopadu 2011 17:00 |        |          |                                                  |
| Ukrajina                 | 1 – 1  | Finsko   | Sports Complex, Sevastopol rozhodčí: Rene Eisner |
| Budkivskij 76'           | Report | Lähde 5' | Sports Complex, Sevastopol rozhodčí: Rene Eisner |

| 15. listopadu 2011 17:00 |        |       |                                                          |
| Ukrajina                 | 2 – 0  | Litva | Sports Complex, Sevastopol rozhodčí: Anatolij Višničenko |
| Rybalka 45' Šakov 74'    | Report |       | Sports Complex, Sevastopol rozhodčí: Anatolij Višničenko |

| 15. listopadu 2011 19:00 |        |           |                                                   |
| Malta                    | 0 – 1  | Švédsko   | Hibernians Ground, Paola rozhodčí: Dawid Piasecki |
|                          | Report | Hamad 36' | Hibernians Ground, Paola rozhodčí: Dawid Piasecki |

| 31. března 2012 19:30                                           |        |         |                                             |
| Ukrajina                                                        | 6 – 0  | Švédsko | Obolon Arena, Kyjev rozhodčí: Kristo Tohver |
| Budkivskij 17', 32' Bohdanov 19' Šakov 75', 84' Partsvanija 89' | Report |         | Obolon Arena, Kyjev rozhodčí: Kristo Tohver |

| 1. června 2012 19:00         |        |           |                                                         |
| Slovinsko                    | 2 – 1  | Malta     | Lendava Sports Park, Lendava rozhodčí: Nikolaj Jordanov |
| Lazarević 32' Podlogar 90+4' | Report | Vella 77' | Lendava Sports Park, Lendava rozhodčí: Nikolaj Jordanov |

| 4. června 2012 18:00 |        |          |                                                                       |
| Litva                | 1 – 0  | Ukrajina | S. Darius and S. Girėnas Stadium, Kaunas rozhodčí: Thorvaldur Árnason |
| Eliošius 3'          | Report |          | S. Darius and S. Girėnas Stadium, Kaunas rozhodčí: Thorvaldur Árnason |

| 5. června 2012 17:30 |        |           |                                                |
| Slovinsko            | 1 – 1  | Finsko    | Ptuj City Stadium, Ptuj rozhodčí: Marius Avram |
| Maruško 14'          | Report | Lahti 29' | Ptuj City Stadium, Ptuj rozhodčí: Marius Avram |

| 6. června 2012 19:15                           |        |       |                                                |
| Švédsko                                        | 4 – 0  | Malta | Örjans Vall, Halmstad rozhodčí: Domagoj Vučkov |
| Çelik 3' Ishak 20', 90+2' Ajdarević 48' (pen.) | Report |       | Örjans Vall, Halmstad rozhodčí: Domagoj Vučkov |

| 9. června 2012 15:00 |        |                          |                                             |
| Finsko               | 1 – 2  | Ukrajina                 | Lahden Stadion, Lahti rozhodčí: Alain Bieri |
| Pohjanpalo 87'       | Report | Bezus 39' Budkivskij 70' | Lahden Stadion, Lahti rozhodčí: Alain Bieri |

| 13. června 2012 18:00    |        |        |                                                     |
| Švédsko                  | 3 – 0  | Finsko | Guldfågeln Arena, Kalmar rozhodčí: Miroslav Zelinka |
| Ishak 21', 74' Çelik 25' | Report |        | Guldfågeln Arena, Kalmar rozhodčí: Miroslav Zelinka |

| 15. srpna 2012 17:30            |        |           |                                              |
| Ukrajina                        | 2 – 0  | Slovinsko | Obolon Arena, Kyjev rozhodčí: Michael Oliver |
| Korkiško 16' Rybalka 42' (pen.) | Report |           | Obolon Arena, Kyjev rozhodčí: Michael Oliver |

| 15. srpna 2012 17:00                        |        |                                                         |                                                |
| Finsko                                      | 3 – 4  | Litva                                                   | Veritas Stadion, Turku rozhodčí: Arnold Hunter |
| Žulpa 4' (vl.) Dalla Valle 23' Sumusalo 39' | Report | Nakrošius 19' Novikovas 64' Vilkaitis 67' Paulius 90+2' | Veritas Stadion, Turku rozhodčí: Arnold Hunter |

| 6. září 2012 21:00             |        |               |                                             |
| Slovinsko                      | 2 – 1  | Švédsko       | Ljudski vrt, Maribor rozhodčí: Felix Zwayer |
| Berić 44' Lazarević 82' (pen.) | Report | Johansson 61' | Ljudski vrt, Maribor rozhodčí: Felix Zwayer |

| 6. září 2012 19:30                               |        |           |                                             |
| Ukrajina                                         | 5 – 1  | Malta     | Obolon Arena, Kyjev rozhodčí: Orel Grinfeld |
| Rybalka 26', 47', 59' Korkiško 55' Hrečiškin 87' | Report | Vella 21' | Obolon Arena, Kyjev rozhodčí: Orel Grinfeld |

| 10. září 2012 19:15 |        |                                      |                                                     |
| Litva               | 1 – 3  | Finsko                               | Sūduva Stadium, Marijampolė rozhodčí: Danilo Grujić |
| Vilkaitis 13'       | Report | Väyrynen 49' Mäntylä 63' Forsell 76' | Sūduva Stadium, Marijampolė rozhodčí: Danilo Grujić |

| 10. září 2012 19:15   |        |              |                                                   |
| Švédsko               | 2 – 1  | Ukrajina     | Guldfågeln Arena, Kalmar rozhodčí: Danny Makkelie |
| Ajdarević 5' Ishak 7' | Report | Bohdanov 82' | Guldfågeln Arena, Kalmar rozhodčí: Danny Makkelie |